# Lothar Sieber
Lothar Sieber (Dresda, 7 aprile 1922 – Stetten am kalten Markt, 1º marzo 1945) è stato un militare e aviatore tedesco, primo pilota ad effettuare un lancio a decollo verticale pilotando l'aerorazzo Bachem Ba 349. Prima di diventare pilota collaudatore per la Bachem-Werke, aveva volato sui aerei da trasporto Arado Ar 232 del Kampfgeschwader 200 in molte missioni speciali ad alto rischio sul Fronte orientale. Dopo la sua morte fu promosso a grado di tenente. Decorato con la Croce di Ferro di prima classe.

## Biografia

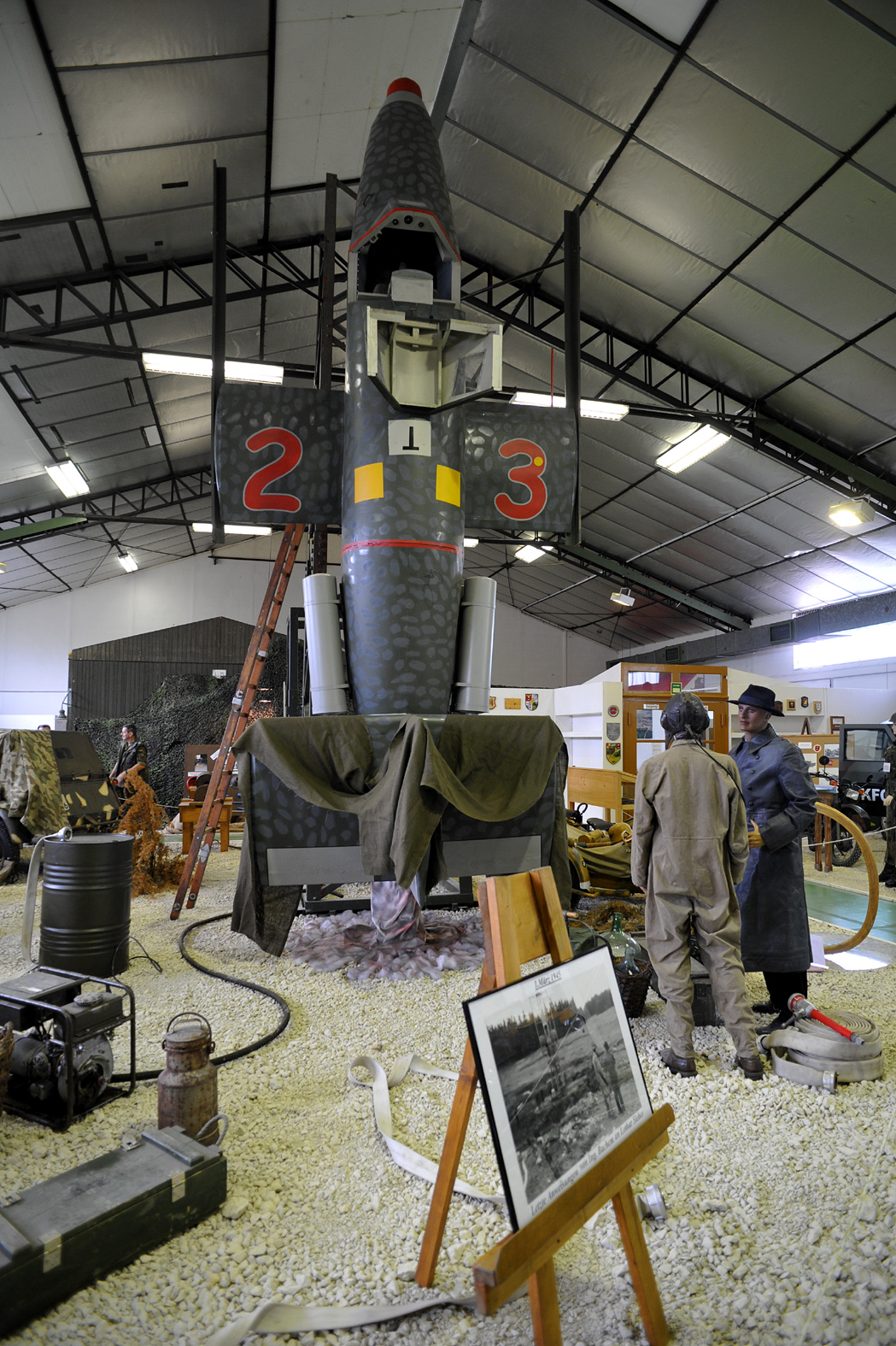
Replica del Bachem Ba 349M23 esposta a Stetten am kalten Markt.

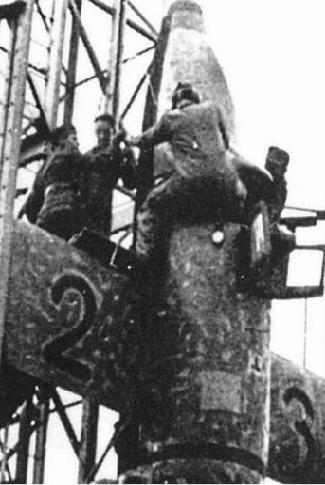
Lothar Sieber sale a bordo dell'M23. È visibile il poggiatesta saldato al tettuccio dell'abitacolo.

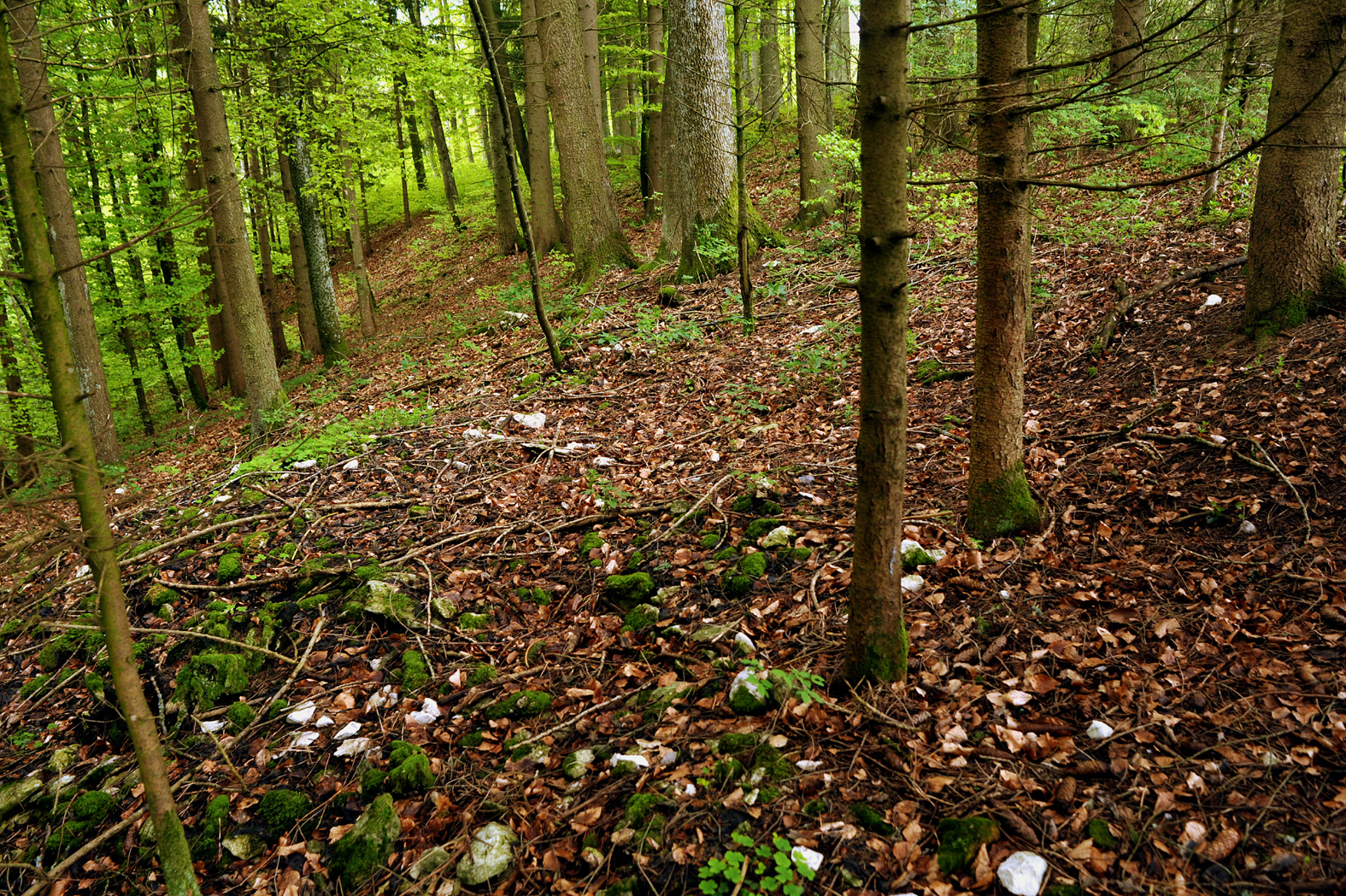
Il luogo dove è precipitato il Ba 349 di Lothar Sieber.

Nacque a Dresda il 7 aprile 1922. Desiderò diventare pilota fin da bambino e coronò il suo sogno il 17 gennaio 1940 quando si arruolò nella Luftwaffe iniziando a frequentare Fliegerschule FFS (A/B) 122 di Gutenfeld, passando successivamente alla FFS (B) 38 di Schippenbeil. Nel gennaio del 1941 fu valutato "Eccezionale", in quanto era estremamente talentuoso e nelle operazioni di guerra riuscì a volare su numerosi tipi di velivoli nemici. Nel marzo 1942 fu assegnato al Luftdienstkommando 62 di stanza a Wesermünde, volando sugli heinkel He 111, Weser W 34, Bucker Bu 131, Heinkel He 116, Dornier Do 17, e Heinkel He 70. Promosso sottotenente il 22 aprile 1942 per le sue indubbie qualità, dal mese di novembre servì quindi in Unione Sovietica nelle file del IV./KG 51, equipaggiato con gli Junkers Ju 88, sotto gli ordini dello hauptmann Wilhelm Stemmler. L'11 febbraio 1943 fu sorpreso a bere alcool in servizio, e venne sottoposto a corte marziale a Minsk che lo condannò a sei mesi di carcere e alla degradazione ad aviere semplice. Su diretto intervento del Reichsmarschall Hermann Göring, cui si era rivolto suo padre, la pena venne ridotta a sei settimane di arresti, ma la degradazione fu confermata. Rilasciato il 20 giugno, fu mandato in servizio presso la 2./Versuchsverband dell'Oberkommando der Luftwaffe (OKL), passando poi all'inizio del 1943 in servizio presso il III./TG 4, allora al comando del maggiore Herbert Heyers. In quel periodo riuscì perfino ad effettuare un looping con un aereo da trasporto Junkers Ju 52. Nella primavera del 1944 fu trasferito alla I./KG 200, dove pilotò aerei da trasporto italiani Savoia-Marchetti S.M.75, bombardieri russi e americani catturati come il Tupolev TB-3, o i Boeing B-17 Flying Fortress appartenenti al Kommando Toska.
Nella notte tra il 7 e l'8 novembre, volando su uno Ju 52/3m, penetro per 180 km dietro alle linee nemiche in Ucraina per evacuare 23 uomini del Frontaufklärungsgruppe 202 rimasti intrappolati dietro le linee nemiche. Volando su un Arado Ar 232 effettuò successivamente missioni di collegamento dietro le linee nemiche per raggiungere i nazionalisti ucraini. Per questo ricevette una lettera di encomio da parte dell'allora capo del KG 200, il major Werner Baumbach, anche lui pilota eccezionale, e venne insignito della Croce di Ferro di prima classe. Fu notato dallo Sturmbannführer delle SS Otto Skorzeny, e dopo aver effettuato altre pericolose missioni Skorzeny lo propose per la Croce dell'Ordine militare della Croce Tedesca in oro. Continuò a pilotare gli Arado Ar 232 fino al dicembre 1944, quando Skorzeny gli propose di entrare in un segretissimo programma aeronautico delle SS, e divenne collaudatore presso la ditta Bachem-Werke. Se avesse condotto i test di volo del nuovo aerorazzo da intercettazione a decollo verticale Bachem Ba 349 sarebbe stato reintegrato nel grado e elevato al rango di oberleutnant.

### Il lancio

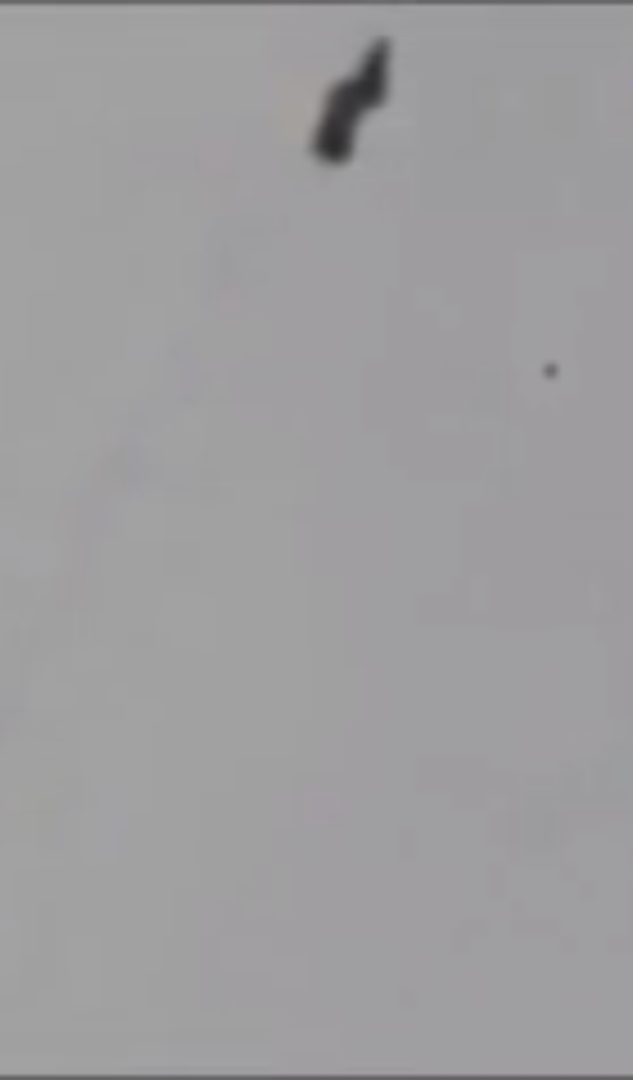
Il momento dell'incidente. È visibile l'M23 fortemente sbandato e, a margine della foto, il tettuccio appena distaccatosi dal velivolo

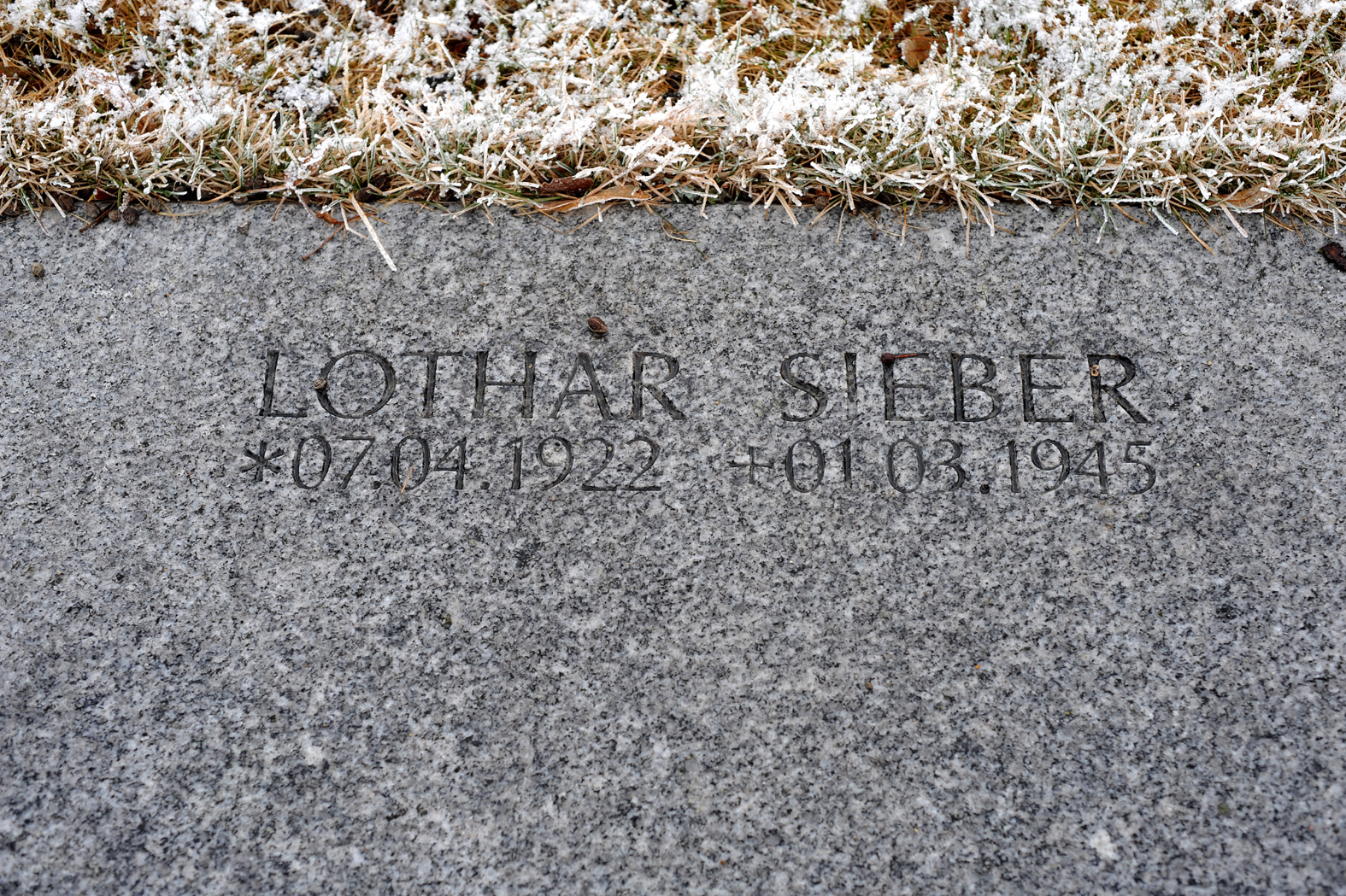
Lapide della tomba di Lothar Siebert.

Il 22 dicembre arrivò presso l'aeroporto della Luftwaffe di Heuberg, nei pressi di Bad Waldsee, per assistere al primo lancio senza pilota del prototipo M16, che avvenne regolarmente, distruggendosi nella caduta in seguito all'esaurimento del carburante. Infatti il Ba-349 era un aerorazzo con equipaggio, che avrebbe dovuto raggiungere un'altezza di 10 a 15 km in pochi minuti per attaccare i bombardieri alleati. Il pilota e le parti essenziali del velivolo sarebbero poi dovute atterrare a terra con un paracadute. Il 29 dicembre vi fu un altro test, che si concluse con un parziale successo per la perdita di uno dei due paracadute, mentre il test effettuato il 25 febbraio 1945, con al posto di pilotaggio un manichino, ebbe pieno successo. A questo punto le autorità militari richiesero un lancio di prova pilotato, che ebbe luogo nonostante le resistenze e le proteste dello stesso Erich Bachem.
Offertosi volontario, il 1 marzo 1945 prese posto nell'abitacolo dell'esemplare M23, che rispetto al precedente M22, aveva superfici alari più ampie, per garantire una maggiore stabilità, ma mancava del pilota automatico a tre assi Patin necessario nelle fasi di decollo. Per risolvere quest'ultimo inconveniente gli venne semplicemente impartito di mantenere salda la cloche al momento del lancio. Inoltre egli insistette per non usare il sistema di controllo automatico Askania-Fluglagesteuerungsautomatik ma per controllare manualmente il timone. Alle 11:00 ricevette l'ordine di dare il via al test, accendendo il motore principale e avviando successivamente i booster Schmidding per il decollo. L'M23 prese il volo regolarmente, ma a soli 100 m di quota venne visto deviare bruscamente dalla sua traiettoria, perdendo il tettuccio dell'abitacolo. Il prototipo continuò in una salita incontrollata a tutta velocità, scomparendo a 1500 m dietro a delle nubi. A meno di un minuto dal lancio, l'M23 venne visto schiantarsi verticalmente a 7 chilometri di distanza, vicino a Nusplingen, un quartiere di Stetten am kalten Markt. La carcassa del prototipo venne ritrovata 5 metri sottoterra, completamente distrutta.
Il 3 marzo 1945 vennero celebrati i funerali con gli onori militari e venne tumulato nel cimitero di Nusplingen Promosso oberleutnant a titolo postumo, lasciava la fidanzata Gertrud Nauditt.

### Cause dell'incidente
Le successive indagini permisero di ricostruire gli ultimi istanti di vita di Sieber. 
Al momento del decollo, il corpo del pilota fu sottoposto a più di 3 G di accelerazione. Schiacciato verso il sedile, Sieber non riuscì a mantenere ferma la cloche, e l'M23 sbandò bruscamente. Ciò, unito ad un malfunzionamento delle cinture di ritenuta, fece sbattere violentemente la testa del pilota contro il tettuccio, che a sua volta, per un difetto della cerniera, si aprì e venne risucchiato via dall'aria.
Il tettuccio dell'M23, a differenza di altri prototipi, inglobava anche il poggiatesta per il pilota. Privata quindi del suo appoggio, la testa di Sieber fu risucchiata all'indietro dalla forza di accelerazione, per oltre 25 cm, cosa che probabilmente causò allo sfortunato pilota la frattura delle vertebre cervicali, con perdita di conoscenza o morte istantanea.
Dopo circa 15 secondi dal lancio il motore principale si spense, probabilmente per un guasto al sistema di iniezione, e l'M23 si avvitò di nuovo su se stesso, prima di iniziare a precipitare. La causa dell'incidente venne quindi ricondotta principalmente alla mancanza di un pilota automatico che impedisse incidenti durante il decollo, ma l'indagine fu poi coperta per evitare ritardi nel progetto.  Il Ba-349 era nato principalmente come intercettatore per piloti con un addestramento sommario. L'avvicinarsi della fine della guerra e l'arrivo degli alleati interruppero bruscamente il progetto di schierare operativamente i Ba 349B Natter (Operazione Krokus).

### Annotazioni
1. ↑  Gli unici resti che furono ritrovati nel luogo dell'incidente erano mezzo braccio e gamba sinistra, e un frammento di 14 cm del cranio.

### Fonti
1. 1 2 3 4 5 6  Gianvanni 2014, p. 21.
2. 1 2 3 4 5 6 7 8  Forsyth 2018, p. 62.
3. 1 2 3 4 5 6 7 8 9 10  Docdroid.
4. ↑  Thomas, Ketley 2015, p. 298.
5. ↑  Gianvanni 2014, p. 19.
6. 1 2  Gianvanni 2014, p. 17.
7. ↑  Gianvanni 2014, p. 20.
8. 1 2 3  Forsyth 2018, p. 66.
9. ↑  Gianvanni 2014, p. 22.
10. ↑  Lommel 1998, p. 90.
11. ↑  Gianvanni 2014, p. 24.